# Мишел Еспиноса
Мишел Еспиноса (на френски: Michel Espinosa) е френски футболист, който играе на поста полузащитник. Състезател на Виртон.